# Sébastien Nadot
Sébastien Nadot, nacido el 8 de julio de 1972 en Fleurance (Gers), es un historiador, escritor y político francés, profesor agregado de educación física y deportista, así como doctor en historia. Es miembro asociado del CESE (Consejo económico, social y medioambiental), sección trabajo y trabajo, de diciembre de 2015 al 18 de junio de 2017, fecha en la que es elegido diputado de la décima circunscripción de Haute-Garonne. Es miembro de la Asamblea parlamentaria de la Francofonía.
Miembro la comisión de asuntos exteriores, después de haber interpelado oficialmente al ejecutivo mediante una cuestión escrita, se posiciona contra las ventas de armas francesas utilizadas por Arabia Saudí y los Emiratos Árabes Unidos para bombardear diariamente las poblaciones civiles de Yemen en una entrevista dada a la emisión « Cotidiana » del 23 de febrero de 2018 presentada por Yann Barthès. Al micrófono de Baptiste De los Montiers, como lo reclama ya una resolución del Parlamento europeo, pide claramente suspender las ventas de armas a los países del Golfo que las usan contra las poblaciones civiles. El 6 de abril de 2018 deposita una demanda de abertura de comisión de investigación a la Asamblea Nacional de Francia sobre el Respeto de los compromisos internacionales de Francia en las autorizaciones de exportaciones de armas en Yemen.
En diciembre de 2018 fue excluido del grupo La República en Marcha por haber votado en contra del proyecto de presupuesto para 2019 defendido por el gobierno de Emmanuel Macron.
No es candidato a las elecciones legislativas de 2022, encontrándose ni en la NUPES ni en la mayoría.

## Biografía
Sébastien Nadot ha enseñado en diferentes centros docentes de enseñanza secundaria y universitaria y en el Centro de formación de aprendices (Mantes-la-Bonita, Orleans, Bourges, Niza, Toulouse, varios establecimientos de Haute-Garonne).
Titular de un doctorado en historia y civilizaciones de la EHESS París (2009), también ha enseñado historia en la Universidad de Orleans (1998-2003) y en la universidad de Niza (2005-2008). En 2015/2016 sigue una preparación en la ENA en formación continua en el Instituto de Estudios Políticos de Toulouse.
Candidato Ciudadano a la elección presidencial de 2017 presentado por el Movimiento de los Progresistas, promueve una nueva dinámica democrática en torno a tres pilares : el progreso social que beneficie a todos, el filtro medioambiental planteado con antelación a toda decisión pública y la participación de los ciudadanos en las fases decisorias de la acción política. Dice querer borrar la frontera entre la élite política y los ciudadanos. Su candidatura tenía que incluirse inicialmente en la primaria ciudadana de 2017 pero el primer secretario del PS Jean-Christophe Cambadélis la rechazó. Para frenar a François Fillon y Marine Le Pen, hace una llamada a la concentración de las « fuerzas progresistas » para la elección presidencial dirigida a Emmanuel Macron, Jean-Luc Mélenchon, Charlotte Mercancía y Yannick Jadot.
Es el primer político francés en haber utilizado un cartel de campaña en realidad aumentada.
En enero de 2017 publica un cuento político titulado Reinette 2.0. En esta novela aborda el informe entre democracia, Internet y coberturas sociales.
En febrero de 2017, frente a la dificultad de recoger los 500 apoyos necesarios para presentarse a la elección presidencial, anuncia su retirada, para sostener a título personal a Emmanuel Macron y íntegro el consejo político de En Marche!.
Es propuesto por La República en Marcha para ser candidato en las elecciones legislativas para la décima circunscripción de Haute-Garonne. Es elegido con el 60,48 % de preferencias. Es miembro de la comisión de asuntos exteriores en la Asamblea Nacional de Francia. Es presidente del Grupo de amistad parlamentaria Francia-Quebec.

## Trabajos universitarios
Sus trabajos universitarios se interesan en la historia del cuerpo, en las prácticas físicas y de la educación. Su tesis y sus trabajos recientes permiten abordar el deporte en su continuum antropológico, desde la Grecia antigua y sus Juegos Olímpicos, hasta la fecha. Los contornos del deporte actual y su complejidad serían ligados ampliamente a la relación fuerte de las prácticas corporelles con los medios de comunicación. En ruptura con los trabajos de Norbert Elias que ligan el nacimiento del deporte a un descenso de la grada de violencia en las prácticas y a la avènement de una ética propia, su teoría no es contraria a ciertas ideas de Piedra de Coubertin que escribía en lo relativo al chevalier medieval que « la pasión deportista se apodera de le, lo levanta y, a través de le y por le, va a difundirse sobre toda la 

La pasión deportiva se apodera de él, lo levanta y, a través de él y a través de él, se extenderá por toda Europa occidental desde Alemania, España, desde Italia hasta Inglaterra, Francia, sirviendo como un eje central para el movimiento.

 occidental de Alemania, en España, de Italia en Inglaterra, Francia sirviendo de cruce central al movimiento ». Inspirado por las ideas de Georges Duby y de Eric Hobsbawm, sus trabajos llevan igualmente sobre la relación entre los hombres y sus territorios y sobre la noción de coberturas humanas a través del ejemplo de los órdenes de chevalerie o bien aquel de los hérauts de armas : la construcción de un código de conducta deportista es bien anterior al siglo XVIII.
En su tesis titulada Joutes, emprises y no de armas en Castilla, Borgoña y Francia (1428-1470), Sébastien Nadot muestra que el deporte existía ya en el siglo XV y que por consiguiente, el deporte no ha nacido en el siglo XIX en el seno de la burguesía inglesa.
Siglo XXI esta visión histórica abre una brecha en un edificio construido sobre la base de los trabajos de Norbert Elias. Indigne esta aportación en ruptura con la doxa difundida (ver al respecto los trabajos de síntesis de Georges Vigarello), ha mostrado igualmente que la organización de la chevalerie en torno a joutes europeas funciona como un sistema en cobertura muy elaborado. Sébastien Nadot evoca una « Internacional chevaleresque », compartiendo los mismos códigos, sobre todo al enfoque de los torneos y de los joutes. Estos encuentros deportistas sobresalen las fronteras y se acompañan de un socle cultural común, al seno duquel figuran courtoisie, fair play, honor y lealtad. Una parte de la tesis se emplea a demostrar que los encuentros deportistas medievales son apoyos de comunicación de primer orden, préfiguration de los Juegos Olímpicos modernos. Envites Políticos, diplomáticos y financieros se dibujan detrás del plus grande espectáculo medieval. Especialista de los joutes, Sébastien Nadot se interesa más ampliamente al fenómeno deportista, a la noción de conflicto (físico o verbal) e igualmente al « revival » de la Edad Media en el siglo XXI  Sus trabajos sobre los órdenes chevaleresques, viajes de chevaliers y hérauts de armas han desembocado también a una reflexión sobre las coberturas sociales medievales.
Por otra parte, si el deporte no ha nacido con la revolución industrial inglesa al seno de la burguesía, eso pone causa su esencia «capitaliste» e interroga sobre su naturaleza como terreno de luchas ideológicas.
Marchando de los resultados de su encuesta sobre los combates chevaleresques medievales, Sébastien Nadot propone una nueva teoría de la evolución del deporte. A cada época, la clase dominante intentaría por el deporte de imponer a los demás sus valores y por delà, su superioridad. El deporte sería pues hoy la expresión del liberalismo néo-conservador. La idea de su nacimiento al principio del siglo XIX sería la expresión del nuevo dominio de la burguesía. La creencia en el nacimiento del deporte ex-nihilo en Inglaterra a este periodo sería una confusión con un proceso de democratización acentuada, sobre todo en su abertura progresiva a las mujeres.
Estos trabajos son a resituer en un debate más ancho : los autores consagrados de la historia del deporte (Norbert Elias, Allen Guttmann) consideran que el deporte moderno no emerge que al girando del siglo XVIII y del XIX, los especialistas de los periodos medievales y modernos que reivindican el derecho a utilizar este concepto, aunque efectivamente varios de los criterios del deporte moderno no se encuentran antes el siglo XIX-XVIII.

## Publicaciones

### Labores
- Reinette 2.0, París, 2017.
- Romped los lanzas ! Chevaliers y torneos a la Mediana Edad, ediciones De otro modo, París, 2010,  (ISBN 2746714442)  (EAN 978-2746714441) (Leer la nota de lectura de Loïc Cazaux en la revista Medieval)
- El Espectáculo de los joutes : deporte y courtoisie al finalizar la Mediana Edad, Prensas universitarias de Rennes, 2012,  (ISBN 2753521484),  (EAN 978-2753521483).
- Panfleto, ediciones del AÑO Cero, Toulouse 2015,  (ISBN 979-10-92735-00-0)
- Diálogo a los infiernos entre Maquiavelo y Montesquieu, de Maurice Joly, reedición numérica, éd. del AÑO Cero, Toulouse 2013,  (ISBN 979-10-92735-01-7)

### Postface
- Robert Hue, Dejáis el lugar ! Para una revolución progresista, París, 2016.

### Artículos
- « Los Juegos Olímpicos, esta chevalerie moderna », in Las J. O : fierté nacional y envite mundial, (C. Boli, dir.), Publ. del Museo nacional del deporte, Éd. Atlántica, coll. « deporte y memoria », Biarritz, 2008 (on-line)
- « De los viajeros de la sombra : el rol de los hérauts de armas en los combates chevaleresques del siglo XV», in Los Viajeros a la Mediana Edad (H. Bresc y D. Menjot, dir.), éd. del 130.º Congreso nacional de las sociedades históricas y científicas, La Rochelle, (2005), C. T. H. S., 2008, p. 50-60 (on-line).
- « Los joutes : raíces olvidadas de los juegos deportistas contemporáneos », in Revista Eidôlon (TIENE. Besson, S. Abiker, F. Plet-Nicolas, dir.), Prensas universitarias de Burdeos, 2009 (on-line)
- « Torneos y joutes en los escritores de la Mediana Edad », in Essays in french literature and cultura, no 46, University of Western Australia, noviembre 2009 (on-line)

### Crónicos
- Cultura y deporte : donde son las mujeres ?
- Mandela se ha ido, diciembre 2013.
- Abu Dhabi : arquitectura y cultura han encontrado su capital, Periódico del arquitecto, Bruselas, 2011.
- Copa del mundo a Brasil : el fútbol y los objetivos ya no bastan para olvidar la miseria, junio 2014.
- Mientras tanto los nuevos héroes, se gira hacia aquellos del pasado, Francia Fútbol "especial nostalgia. Y si esto era mejor ahora ?", febrero 2014.
- Rusia amenazada de exclusión del JJOO : "Es un poco el hospital que se fout de la caridad", 20minutos, 21 de julio de 2016.
- El deporte al borde del asphyxie ?, LePlus, Nouvelobs, 10 de agosto de 2016.

### Recensions de labores
- El día donde el muro está caído, de Cyril Buffet, París, Larousse, coll. « La historia como una novela », 2009.
- El muro de Berlín. 1961-1989, de Frederick Taylor (Londres, Bloomsbury, 2006), París, reedición y traducción J. C. Lattès, 2009.
- Alemania. Veinte años después… de Boris Grésillon, París, La Documentación francesa, 2009.
- El Espacio intelectual en Europa. De la formación de los Estados-naciones a la globalización, XIX-XXI SIGLO, Gisèle Sapiro (bajo la dir.), París, El Descubrimiento, 2009.
- La caída del imperio soviético. Lecciones para Rusia de hoy, por Egor Gaïdar, París, Ediciones de Organización (Eyrolles), 2010.
- Atlas del deporte mundial. Business y espectáculo : el ideal deportista en juego, de Pascal Gillon, Frédéric Grosjean, Loïc Ravenel, París, De otro modo, 2010.
- Historia del deporte y géopolitique, Thierry Terret (bajo la dir.), El Harmattan, París, 2011.
- Historia de las drones. De 1914 a nuestros días, Océane Zubeldia, Perrin, París, 2013.
- Los países del Golfo, de la perla a la economía del conocimiento. Los nuevas tierras del liberalismo, Caroline Piquet, Armand Merluza, París, 2013, Revista internacional y estratégica 2013 /4 (no 92).
- Los partidos van a morir... y no lo saben  ! de Robert Abuchea, París, ediciones del Archipiélago, 2014.

## Emisiones de radio
- Francia Inter, invitado de la emisión 2 000 años de historia (Patrice Gélinet) : Los torneos, 24 de noviembre de 2010.[21]
- Francia Cultura, La fábrica de la historia (27/01/2012). Crónico de Perrine Kervran Esto era a la moda : hoy, los joutes medievales.
- Radio Canadá, Porqué no domingo ? (21/11/2011) : Con ocasión del salón del libro de Montreal, André Champán presente Rompéis los lanzas. Torneos y chevaliers a la Mediana Edad en su selección de libros de historia.
- RTS, Deporte Mañana, (Jerôme Jeannin), El fair-play al XXI siglo - Un ideal ringard ?, 26 de diciembre de 2016.

## Televisión
- Historia : Históricamente show, no 128, 29 de marzo de 2013. Invitado de la emisión de Michel Field para evocar su libro El espectáculo de los joutes

## Conferencias
- Blois, Cita de la Historia, 2008, « Los europeos » : Los joutes, prémices del deporte moderno europeo ;
- Niza, Universidad de Niza Sophia Antipolis, 12 de noviembre de 2008, « Coloquio internacional Harry Potter » : Harry Potter campeón de quidditch : la crisis del deporte en el espejo escolar (on-line) ;
- Poitiers, médiathèque François Mitterrand, 6 de junio de 2014, « Conferencias de la Mediana Edad » : Torneos y joutes : el deporte medieval en espectáculo (on-line).
- Labège, Diagora, 21 de octubre de 2017, Scientilivre "La máquina a remontar el tiempo..." : 1024, los primeras joutes - 2024, el JJOO en París : todo cambia pero nada no cambia !

## Imagen en realidad aumentada
- « TOC-TOC », Campaña presidencial 2017, Francia, diciembre 2016.